# Fundación Guatemalteca de Antropología Forense
La Fundación de Antropología Forense de Guatemala (FAFG) es una organización no gubernamental guatemalteca sin fines de lucro, autónoma, técnica y científica ubicada en la Ciudad de Guatemala. Su objetivo es la búsqueda, recuperación e identificación de víctimas del conflicto armado interno, fortalecer la administración de justicia y el respeto de los derechos humanos mediante la investigación sobre casos de violaciones de derechos humanos, particularmente asesinatos no resueltos, ocurridos durante la Guerra Civil de Guatemala, que duró 36 años. 
Su principal herramienta para lograr este objetivo es la aplicación de técnicas de antropología forense en exhumaciones de fosas comunes clandestinas. Sus esfuerzos a este respecto permiten a los familiares de los desaparecidos recuperar los restos de sus familiares  y proceder a los entierros de acuerdo con sus creencias, y permitir que se inicien procesos penales contra los perpetradores.

## Historia
En 1990 y 1991, varios grupos de sobrevivientes comenzaron a informar a las autoridades sobre la existencia de tumbas clandestinas en sus comunidades, la mayoría de las cuales contenían los cuerpos de campesinos mayas masacrados durante la política de " tierra arrasada " aplicada por el gobierno nacional a principios de los años ochenta. Los servicios forenses del poder judicial guatemalteco comenzaron a investigar algunos de estos casos, pero no pudieron llevarlos a su conclusión. 
En consecuencia, en 1991, los grupos de los supervivientes en contacto con el Dr. Clyde Snow, un renombrado antropólogo forense de EE. UU. que había supervisado previamente exhumaciones en Argentina a raíz de la guerra sucia en ese país, y que había ayudado a fundar el Equipo de Antropología Forense de Argentina . 
El Dr. Snow llegó a Guatemala, acompañado por antropólogos forenses de Argentina y Chile, y comenzó la doble tarea de llevar a cabo las primeras exhumaciones y capacitar a los futuros miembros del Equipo de Antropología Forense de Guatemala (Equipo de Antropología Forense de Guatemala) . 
El equipo fue apoyado en sus primeros años por una donación de la Asociación Americana para el Avance de la Ciencia de los Estados Unidos, y su primer director fue Stefan Schmitt, quien desde entonces ha trabajado en exhumaciones en Ruanda y la ex Yugoslavia . En julio de 1992, el EAFG llevó a cabo su primer proyecto de campo en San José Pachó Lemoa, en el departamento de El Quiché . 
El equipo fue rediseñado como una "Fundación" en 1997. Ese mismo año, la Comisión de Aclaración Histórica (la comisiónlde la verdad y la reconciliación de Guatemala, establecida como parte de los acuerdos de paz que pusieron fin al conflicto armado en 1996) le pidió que llevara a cabo cuatro investigaciones de campo con el fin de obtener evidencia física para respaldar el testimonio que tenía escuchado de los sobrevivientes; Esta evidencia fue incluida en el informe final de la Comisión, Guatemala: Memoria del Silencio . Para octubre de 2004, la FAFG había investigado un total de 349 sitios de entierro clandestinos y había recuperado 2,982 conjuntos de restos humanos.
Actualmente el director de la FAFG es Fredy Peccerelli .